# Pretty Maids
 (novembre 2019).
Si vous disposez d'ouvrages ou d'articles de référence ou si vous connaissez des sites web de qualité traitant du thème abordé ici, merci de compléter l'article en donnant les références utiles à sa vérifiabilité et en les liant à la section « Notes et références ».
Pretty Maids est un groupe de heavy metal danois, originaire de Horsens. Il est formé en 1981 par Ronnie Atkins et Ken Hammer à Horsen.

## Biographie

### Années 1980
Pretty Maids est formé en 1981 par deux amis Ken Hammer et Ronnie Atkins à Horsens, au Danemark. Ces deux musiciens, coauteurs des chansons, se retrouveront dans toutes les différentes formations de Pretty Maids. Le nom du groupe vient d'un ouvrage intitulé Pretty Maids All in a Row écrit par Francis Pollin. Le groupe trouve ses racines dans la formation de Pretty Pretty Panick, et n'effectue dans un premier temps que des reprises de chansons. Il se met peu à peu à écrire ses propres morceaux et a fini par sortir une démo auto-financée qui lui permet de décrocher un contrat avec le label britannique Bullet Records.
En 1983, le groupe sort son premier EP et entame une tournée britannique la même année qui remporte beaucoup de succès. Inévitablement le groupe devient trop grand pour leur label[Interprétation personnelle ?], et en 1984, ils signent chez CBS Records, qui réédite cet EP. En 1984, le groupe sort son premier album studio, Red, Hot and Heavy, qui est un succès. Le second album suit en 1987 sous le nom Future World, il est enregistré à New York avec le célèbre producteur Eddie Kramer.Le son de cet album devient la référence du groupe : du rock agressif et mélodique.[réf. nécessaire] À cette période, le groupe est composé de six membres : un chanteur, deux guitaristes, un bassiste, un batteur et un claviériste, c'est une formation rare pour l'époque où les claviers sont encore peu présents sur la scène heavy metal.

### Années 1990
En 1990 paraît Jump the Gun, un album produit par Roger Glover, le bassiste de Deep Purple. Ce disque propose des riffs dans la même veine que les précédentes créations du groupe. Malgré tous les efforts du label pour atteindre les charts mondiaux avec ce disque, il n'a jamais décollé, sauf au Japon. L'album ne rencontrant pas le succès escompté en pleine vague grunge le groupe explose, laissant seuls les membres fondateurs Ron Atkins et Ken Hammer. Les deux fondateurs du groupe refusent d'arrêter là l'aventure, ils recrutent le batteur Michael Fast et le bassiste Kenn Jackson, et enregistrent Sin-Decade en 1992 avec le célèbre producteur de Metallica Flemming Rasmussen. Les guitares rythmiques y sont particulièrement puissantes et les claviers moins présents que dans les précédents albums. Le single extrait de l'album, Please Don't Leave Me, une reprise de John Sykes et Phil Lynott, est destiné à une audience plus large[réf. nécessaire]. 
En 1993, Pretty Maids sort un album acoustique intitulé Stripped, qui déroute les fans les plus heavy. La voix de Ronnie Atkins y est plus chaude et sensuelle, à l'image de la version piano du titre Savage Heart. Pendant la première moitié des années 1990, le groupe est très populaire au Japon, pays dans lequel le groupe est le plus suivi. Le public asiatique apprécie particulièrement les ballades de Pretty Maids et leurs morceaux plus commerciaux[Interprétation personnelle ?][source secondaire nécessaire].
En 1995, le groupe retrouve une sonorité plus metal en sortant Scream, un album plus heavy. L'album rencontre un certain succès et donnera lieu à la sortie d'album live : Screamin 'Live. L'album suivant sorti en 1997, Spooked, est considéré par beaucoup comme un classique du groupe[réf. nécessaire]. Dans la continuité de Scream, il contient les mélodies et riffs qui font l'identité de Pretty Maids. En 1999 sort le neuvième album du groupe, Anything Worth Doing is Worth Overdoing.

### Années 2000
En 2000, les Danois sortent l'album Carpe Diem. Album plus mélodique que les précédents qui sera suivi en 2002 de Planet Panic. En 2003, Rock On, la société qui s'occupe du groupe, fait faillite à la suite d'erreurs de gestion en septembre 2002[réf. nécessaire]. Cela met Pretty Maids dans une très mauvaise situation financière et cause des problèmes d'ordre juridiques, ainsi qu'au niveau des droits d'auteur[réf. nécessaire].
En juillet 2005, Michael Fast décide de quitter le groupe avant l'enregistrement de Wake Up to the Real World, un album qui aurait dû sortir en 2005, mais dont les premiers enregistrements sont reportés à l'été 2006. En avril 2006, le nouveau batteur Allan Tschicaja, qui a travaillé avec Royal Hunt et Kingdom Come, remplace Michael Fast, il est également rejoint par Morten Sandager, ex-Mercenary, au clavier.

### Années 2010
En mai 2010, Pretty Maids sort Pandemonium qui atteint la 15e place des classements au Danemark, la 45e en Suède, la 63e en Suisse, et la 83e en Allemagne. Peu de temps après, le bassiste Kenn Jackson est remplacé par Hal Patino (King Diamond), lui-même remplacé par Shades René en 2011. Célébrant son 30e anniversaire, Pretty Maids joue un concert au Tivoli de Copenhague le 22 avril 2011. La même année le groupe enregistre It Comes Alive son premier DVD/CD live le 1er octobre 2011 au Z7 à Pratteln en Suisse. En 2012, ils participent au ProgPower USA Festival du 15 septembre à Atlanta, en Géorgie. Le groupe sort l'album Motherland au label Frontiers Records, le 22 mars 2013 en Europe et le 26 mars en Amérique du Nord. À la fin de 2013, le groupe ré-enregistre leurs chansons datant de 1996 à 2006. En mars 2014, Pretty Maids publient la vidéo de la chanson My Soul to Take, issue de Louder than Ever. L'album Louder than Ever est publiée la même année.
En décembre 2015, Pretty Maids annonce la sortie prochaine de son quinzième album studio pour 2016. En février 2016, Pretty Maids annonce le départ du claviériste Morten Sandager. Le 29 août 2016, le groupe publie la vidéo de sa chanson Face the World, extraite de leur prochain album intitulé Kingmaker prévu pour le 4 novembre 2016 via Frontier Records,.

## Membres

### Membres actuels
- Ronnie Atkins (Paul Christensen) - chant (depuis 1981)
- Ken Hammer (Kenneth Hansen) - guitare (depuis 1981)
- Rene Shades - basse (depuis 2011)
- Allan Sørensen - batterie (depuis 2016)

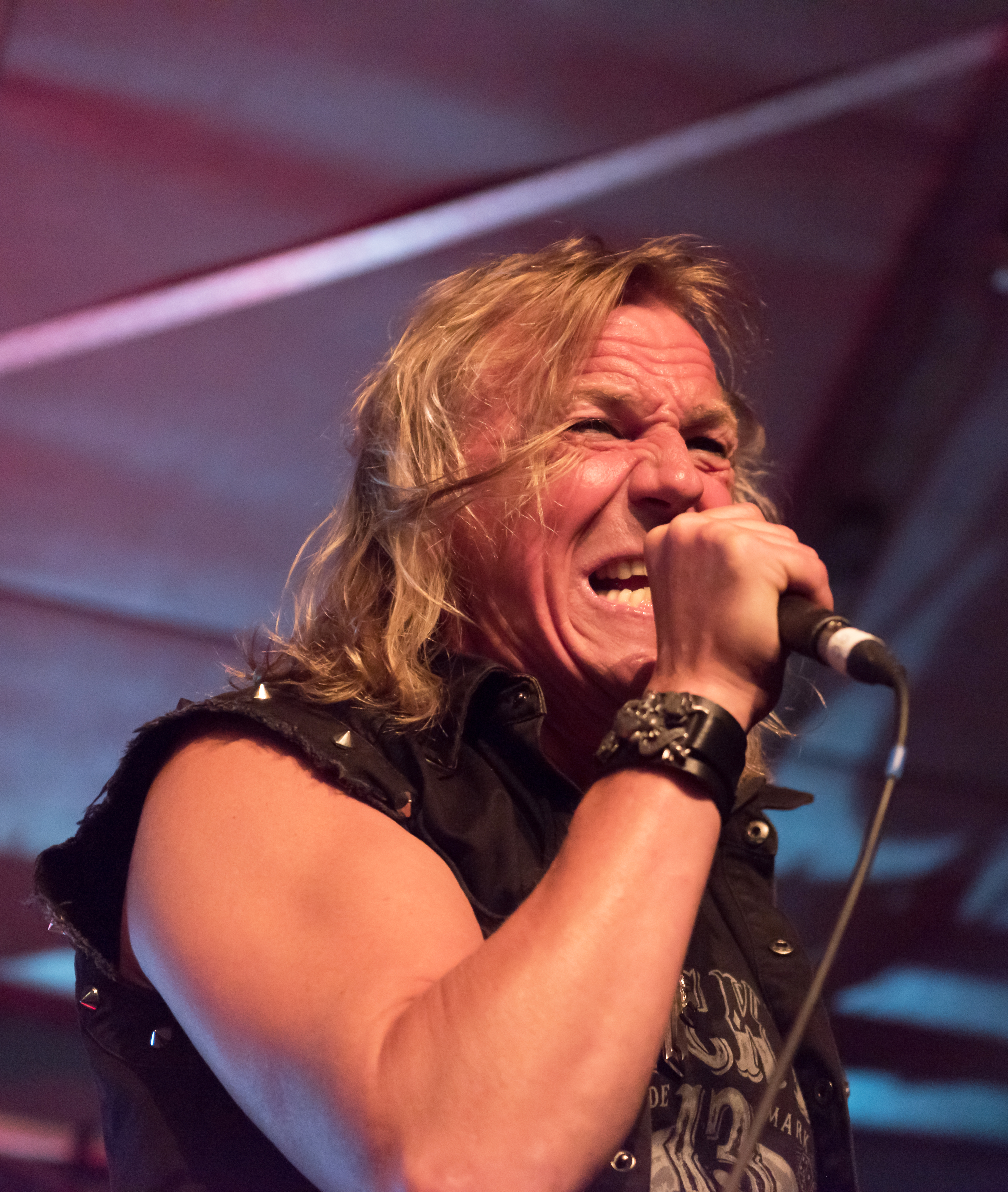
Ronnie Atkins
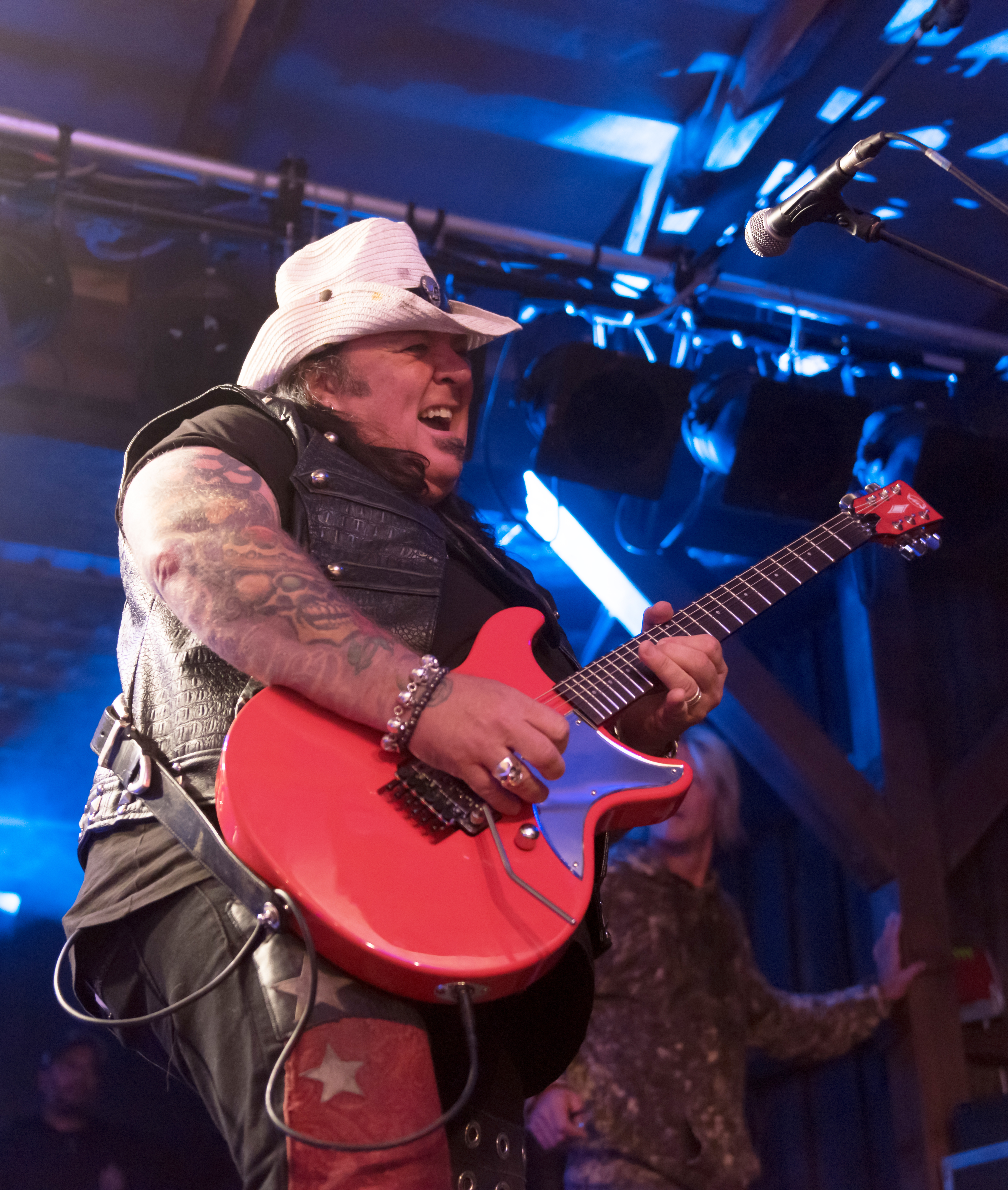
Ken Hammer
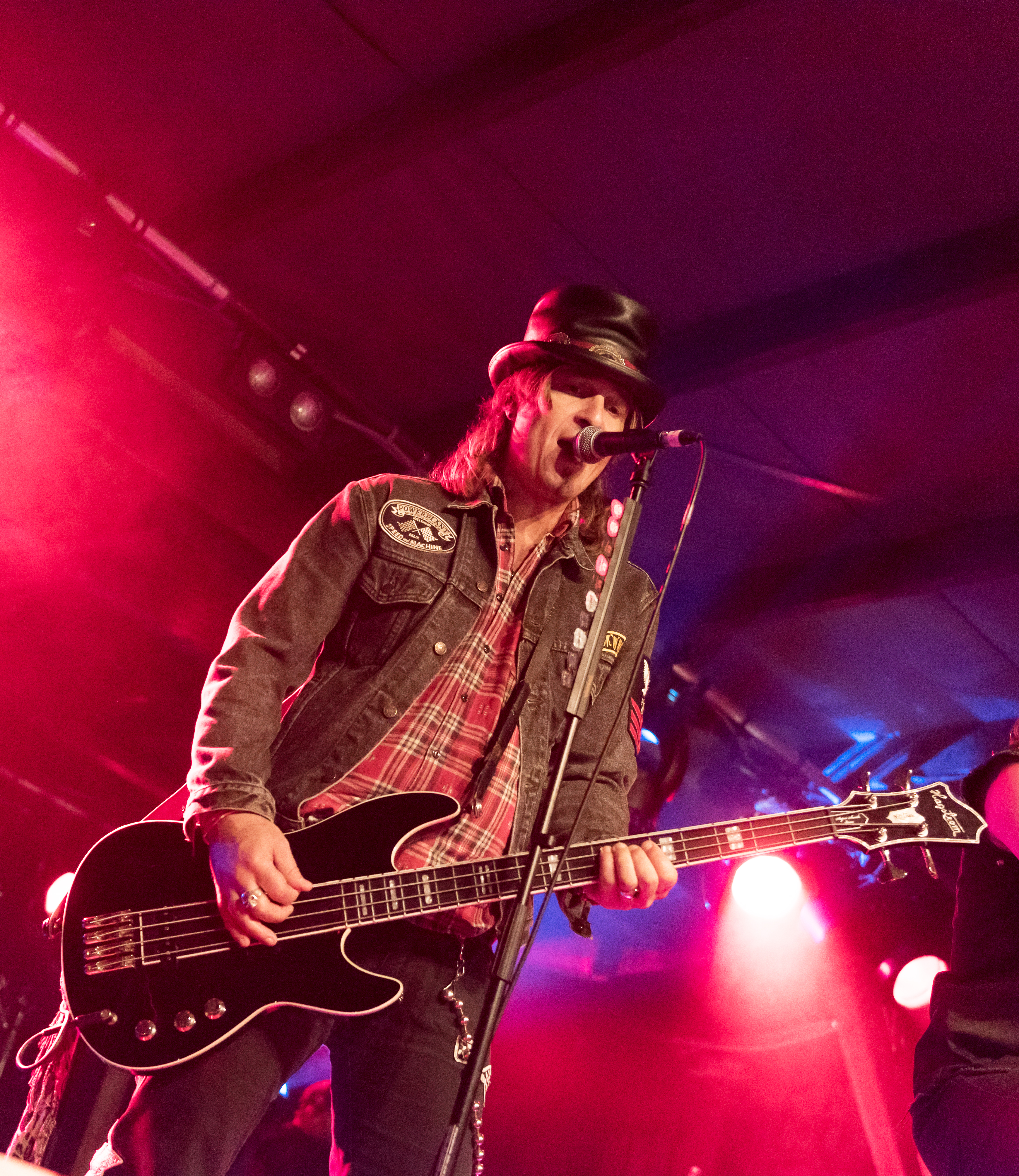
Rene Shades

### Anciens membres
- John Darrow (Johnny Møller) - basse (1981–1984)
- Phil More (Henrik Andersen) - batterie (1981–1990)
- Alan Owen (Allan Nielsen) - clavier (1981–1990
- Pete Collins (Jan Piete) - guitare (1982–1986)
- Rick Hanson (Kim Hansen) - guitare (1983–1984)
- Allan Delong (Allan Jensen) - basse (1984–1990)
- Ricky Marx (Henrik Mark) - guitare (1988–1991)
- Michael Fast - batterie (1991–2005)
- Kenn Jackson (Kenn Lund Jacobsen) - basse (1991–2010)
- Dominic Gale - clavier (1992, 1995, 1998, 1999)
- Hal Patino - basse (2010–2011)
- Morten Sandager - clavier (2006-2016)
- Allan Tschicaja - batterie (2006-2016)

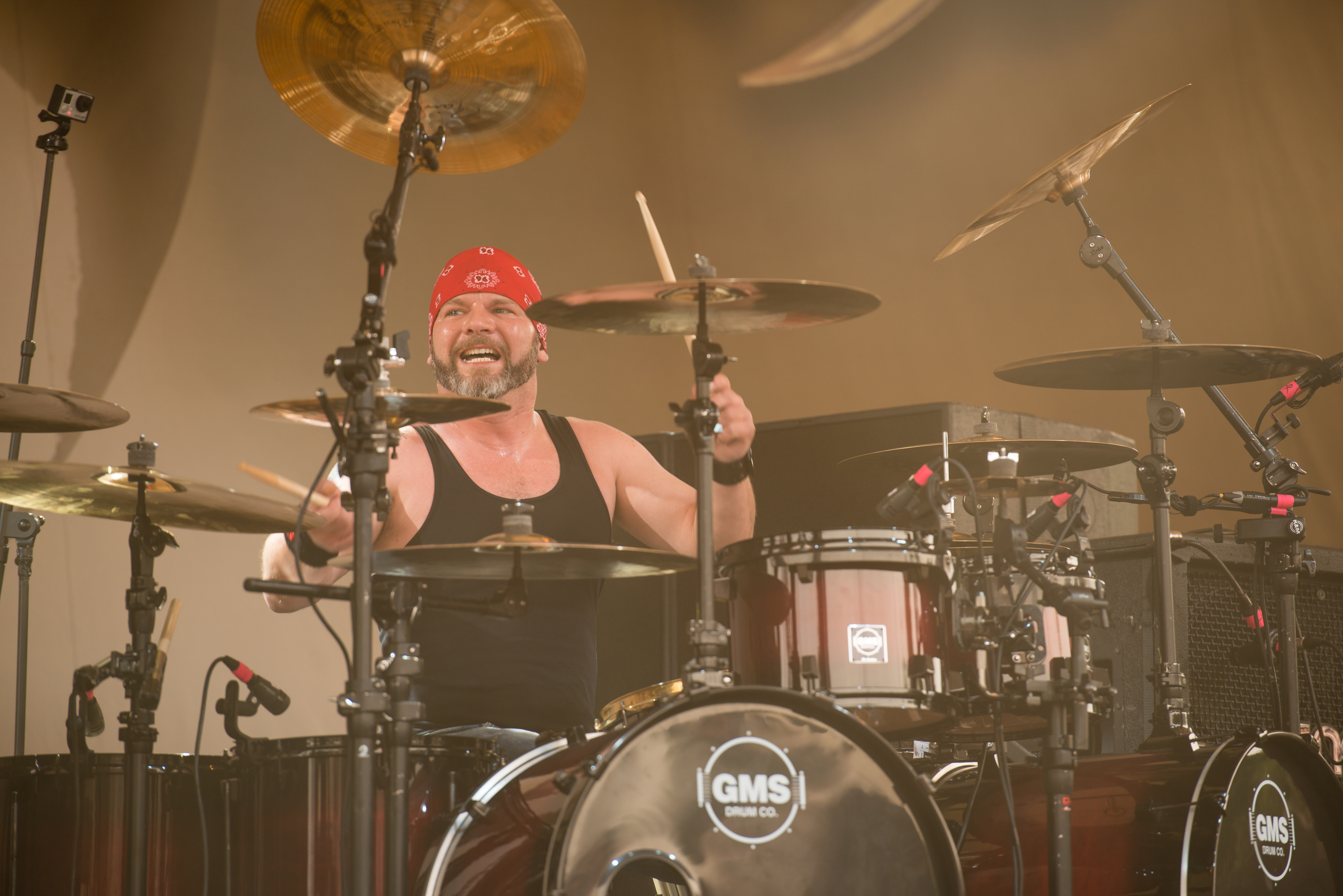
Allan Tschicaja

### Occasionnels
- Benny Petersen - guitare (1984)
- Angel Schleifer (Chris Gerhard) - guitare (1987)
- Henrik Hilsson - clavier (1993)
- Jan Møller - clavier (1997, 2001–2004)
- Jørgen Thorup - clavier (2000)
- René Shades (René Sehic) - guitare (2004)
- Jacob Troutner - clavier (2004)

### Invités
- Billy Cross - guitare (1984)
- Phil Hart (Knud Lindhardt) - chant (depuis 198)
- Graham Bonnet - chant (1987)
- Ian Paice - batterie (1990)
- Roger Glover - basse (1990)
- Freddy George Jensen - harpe (1990)
- Ian Gillan - chant (1992)
- Ivan Pedersen - chant (1992–1995)

## Discographie

### Albums studio
- 1984 : Red Hot and Heavy
- 1987 : Future World
- 1990 : Jump the Gun (renommé Lethal Heroes aux États-Unis)
- 1992 : Sin-Decade
- 1994 : Scream

### EPs
- 1983 : Pretty Maids EP
- 1990 : In Santa's Claws (spécial Noël)
- 1992 : Offside (acoustique)
- 1999 : Massacre Classix Shape Edition (édition limitée)

### Albums live
- 1995 : Screamin' Live
- 2003 : Alive at Least
- 2012 : It Comes Alive
- 2020: Maid in Japan

### Compilations
- 1998 : The Best of: Back to Back
- 1999 : First Cuts and Then Some (premières chansons exclusives)
- 2014 : Louder than Ever
- 2019 : A Blast From The Past (Box Set)

### Album Acoustique
- 1993 : Stripped